# 3627 Sayers
A 3627 Sayers (ideiglenes jelöléssel 1973 DS) a Naprendszer kisbolygóövében található aszteroida. Luboš Kohoutek fedezte fel 1973. február 28-án.